# Diocesi di Hanyang
La diocesi di Hanyang (in latino: Dioecesis Haniamensis) è una sede della Chiesa cattolica in Cina suffraganea dell'arcidiocesi di Hankou. Nel 1949 contava 55.000 battezzati su 4.000.000 di abitanti. È sede vacante.

## Territorio
La diocesi comprende parte della provincia cinese di Hubei.
Sede vescovile è il sobborgo di Hanyang, che costituisce una delle tre parti dell'area metropolitana di Wuhan, dove si trova la cattedrale di San Colombano.

## Storia
La prefettura apostolica di Hanyang fu eretta il 12 dicembre 1923 con il breve Quo christiani di papa Pio XI, ricavandone il territorio dal vicariato apostolico di Hupeh Orientale (oggi arcidiocesi di Hankou).
Il 14 luglio 1927 la prefettura apostolica fu elevata al rango di vicariato apostolico.
L'11 aprile 1946 il vicariato apostolico è stato elevato a diocesi con la bolla Quotidie Nos di papa Pio XII.
Quando i comunisti presero il potere in Cina, i missionari stranieri furono espulsi, compreso il vescovo irlandese Galvin. La diocesi fu allora guidata, in qualità di amministratore, dal sacerdote cinese Petrus Zhang Boren (Chang Bai Ren), il quale rifiutò di aderire all'associazione patriottica cattolica cinese e per questo fu condannato alla prigione e al domicilio coatto. Liberato nel 1979, fu ordinato vescovo clandestinamente nel 1984. È morto il 13 ottobre 2005.
Antoine Tu Shihua è il vescovo "ufficiale" nel 1991 e negli anni seguenti; tra i suoi compiti anche quello di Direttore del Centro studi teologici della Conferenza episcopale "ufficiale" cinese. Ha dato le dimissioni dalla sua carica episcopale nel luglio 2004.
Nel 2000 il governo cinese ha unito le diocesi di Hanyang, Wuchang e Hankou in un'unica entità ecclesiale, chiamata "diocesi di Wuhan". L'ordinazione, illegittima per la Santa Sede, del nuovo vescovo di Wuhan, Joseph Shen Guo'an, prevista per il 9 giugno 2011 in un clima di tensione fra le comunità cattoliche patriottiche e clandestine, è stata sospesa sine die dal governo cinese.
L'8 settembre 2021 nella cattedrale di San Giuseppe a Hankou è stato consacrato Francesco Cui Qingqi, nominato vescovo di Hankou da papa Francesco il 23 giugno precedente; la Cina lo ha riconosciuto come vescovo di Wuhan. Si è trattato del sesto vescovo ordinato dopo la stipula dell'accordo provvisorio tra la Santa Sede e la Repubblica popolare cinese del 22 settembre 2018.

## Cronotassi dei vescovi
Si omettono i periodi di sede vacante non superiori ai 2 anni o non storicamente accertati.
- Edward John Galvin, S.S.C.M.E. † (1º novembre 1924 - 23 febbraio 1956 deceduto)
  - Sede vacante
  - Anthony Tu Shihua, O.F.M. † (1959 - 4 gennaio 2017 deceduto) (vescovo ufficiale)[5]
  - Petrus Zhang Boren (Chang Bai Ren) † (1984 - 13 ottobre 2005 deceduto) (vescovo clandestino)

## Statistiche
La diocesi nel 1949 su una popolazione di 4.000.000 di persone contava 55.000 battezzati, corrispondenti all'1,4% del totale.
| anno | popolazione | popolazione | popolazione | presbiteri | presbiteri | presbiteri | presbiteri                | diaconi | religiosi | religiosi | parrocchie |
| anno | battezzati  | totale      | %           | numero     | secolari   | regolari   | battezzati per presbitero | diaconi | uomini    | donne     | parrocchie |
| ---- | ----------- | ----------- | ----------- | ---------- | ---------- | ---------- | ------------------------- | ------- | --------- | --------- | ---------- |
| 1949 | 55.000      | 4.000.000   | 1,4         | 4          | 4          |            | 13.750                    |         |           | 11        |            |